# Spookrijden

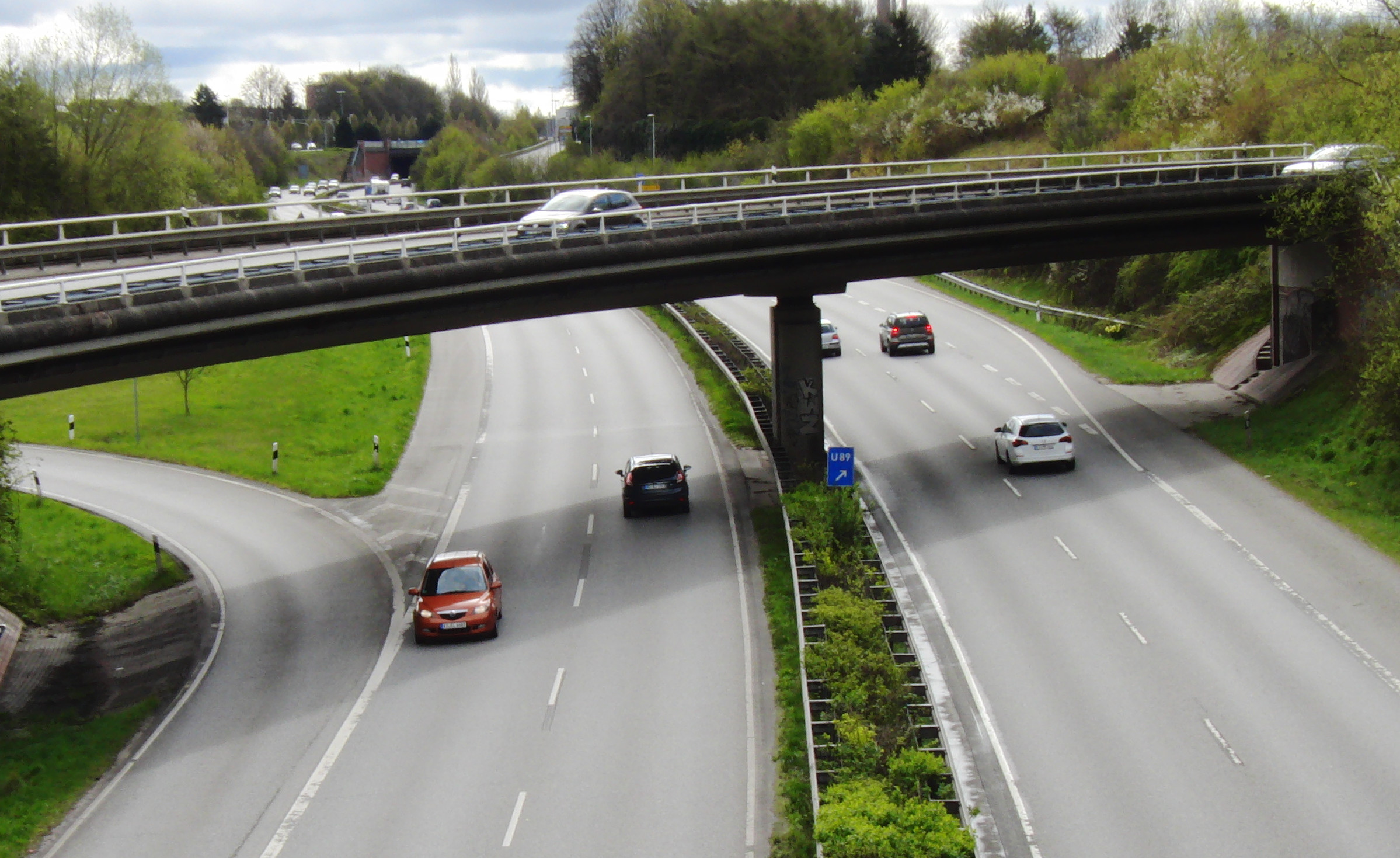
De donkere auto onder het viaduct is een spookrijder.

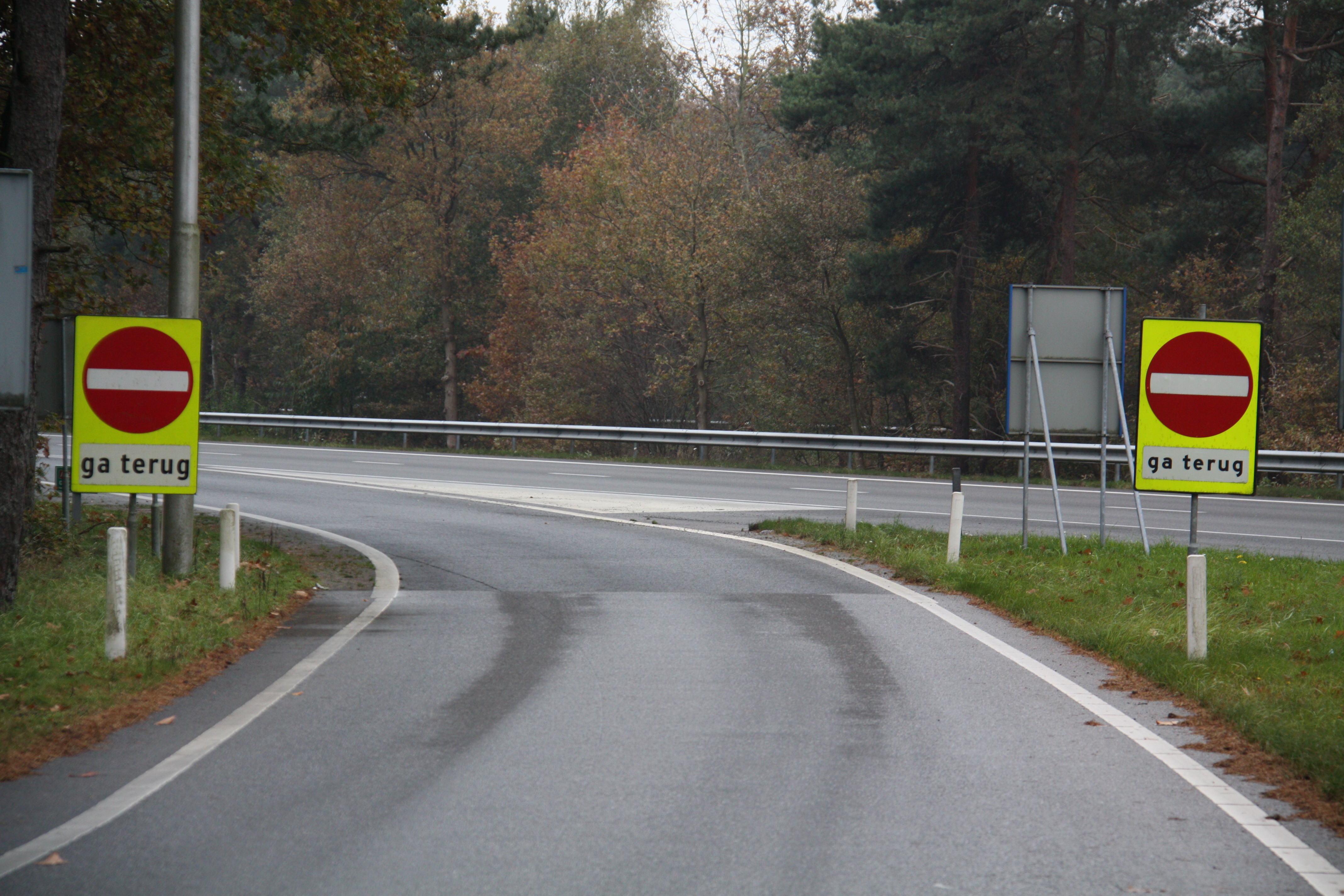
Waarschuwingsborden: "ga terug".

Spookrijden is het op een eenrichtingsweg in de verboden rijrichting rijden, met name op wegen met gescheiden rijbanen.
Veel spookrijders komen op de verkeerde rijbaan terecht door een afrit als oprit te gebruiken, maar ongeveer de helft van de gevallen betreft mensen die omkeren op de snelweg, hetzij rechtstreeks, hetzij via een parkeerplaats of tankstation, soms om te ontkomen aan een file. Meestal corrigeert de spookrijder zijn gedrag tijdig. Persoonlijke factoren die bijdragen aan spookrijden zijn het gebruik van geneesmiddelen, alcohol of drugs. Ook de leeftijd speelt een rol: spookrijden komt meer voor bij jonge en oude bestuurders. Uitwendige omstandigheden bij onbedoeld spookrijden zijn: donkerheid en schemering, onbekendheid met de weg, onduidelijke bewegwijzering en bebording en een ongeschikt wegontwerp.

## Aantallen
In 2017 noemde een journalist een aantal van tien spookrijders per maand, zo'n 120 per jaar dus. In de periode 1998 tot en met 2003 vielen er door spookrijden in Nederland gemiddeld twee doden per jaar, wat neerkomt op circa 2% van het totaal aantal verkeersdoden op autosnelwegen per jaar. Dat is relatief weinig, doordat spookrijden zeldzaam is.
Bij de toenmalige KLPD kwamen er ongeveer 250 meldingen per jaar binnen. Tussen 1989 en 1998 leidde dat tot gemiddeld 22 ongevallen per jaar, met gemiddeld 4 doden, 5 ziekenhuisgewonden en 6 overige gewonden. Uit een later overzicht van de VerkeersInformatieDienst (VID) is geen duidelijke tendens af te leiden over gevallen van spookrijden. Van 2012 tot 2015 bleef het aantal meldingen min of meer constant, in 2016 en 2017 was er een stijging, maar de Stichting Wetenschappelijk Onderzoek Verkeersveiligheid (SWOV) houdt rekening met de mogelijkheid dat het melden makkelijker werd doordat mensen mobieltjes gingen gebruiken. Van circa honderd in heel 2012 steeg het aantal meldingen naar bijna 160 in de eerste tien maanden van 2017. Door verschil in verwerking zijn de lagere aantallen van SWOV niet zonder meer te vergelijken met de oudere, hogere aantallen van het KLPD. In elk geval zitten er ook onterechte meldingen tussen; de SWOV wijst op een Duits onderzoek waarin slechts een kwart tot de helft van de meldingen terecht bleek. Anderzijds zijn er kleinere aantallen die door de politie opgemerkt worden zonder dat weggebruikers meldingen gedaan hadden.
Onder ongunstige omstandigheden kan spookrijden veel vaker voorkomen, bijvoorbeeld door een ongeschikt wegontwerp; zie het kopje Preventie. In de eerste helft van 1978 werden er in de toenmalige Bondsrepubliek Duitsland bijna 700 spookrijders geregistreerd, maar het werkelijke aantal moet hoger zijn geweest. Die 700 gevallen leidden in dat halve jaar tot 47 ernstige ongelukken, met 10 doden, 7 zwaargewonden en 28 lichtgewonden. In 2012 registreerde de ADAC in Duitsland 1900 meldingen van spookrijders, in 2016 waren dat er 2200; uit de gegevens blijkt niet of elke melding daadwerkelijk op een spookrijder betrekking had. Verder bleek dat de meeste spookrijders in het weekend gesignaleerd werden: 23% op zondag, 20% op zaterdag, tegen 11 à 12% voor de andere weekdagen. In 2010 en 2011 waren oudere snelwegen riskanter, waarbij de A 255, A 980 en de A 643 er duidelijk uitsprongen. Op korte tracés waren er per kilometer meer spookrijders dan op wegen waar de knooppunten ver uit elkaar lagen.
In de jaren zeventig was er in Nederland sprake van enkele honderden gevallen per jaar. Ook toen al constateerde men, dat het fenomeen weliswaar angstwekkend is, maar in absolute aantallen niet extreem veel slachtoffers eist.

## Typering spookrijders
In Nederland had één op de vier spookrijders drugs of alcohol gebruikt. Verkeersdeskundigen onderscheiden onbewuste, halfbewuste en bewuste spookrijders. Mensen in de eerste groep hebben geen idee dat ze iets verkeerd doen. De tweede groep schat de situatie of de gevaren verkeerd in, ze hebben bijvoorbeeld niet in de gaten dat de weg een autosnelweg is. De derde groep, de bewuste spookrijders, omvat enerzijds mensen die een afslag gemist hebben en een stukje terug willen en anderzijds mensen die stoer willen doen, een weddenschap afgesloten hebben of suïcidaal zijn. Opzettelijke spookrijders zijn overwegend jongere bestuurders.
Blijkens Duitse gegevens uit 1978 was daar 21% van de spookrijders geestelijk in de war, 50% gedesoriënteerd, bijvoorbeeld door het missen van een afrit, 9% noemde problemen met de bewegwijzering, en 8% keerde om een file te ontlopen. Onduidelijk is echter of de getallen betrekking hebben op één hoofdoorzaak, of dat er meerdere genoemd konden worden. Ook is de verdeling minstens deels gebaseerd op zelfrapportage, wat een bron van onzekerheid inbrengt. De meeste spookritten duurden minder dan een halve kilometer, maar bij Hamburg kon de politie een beschonken man pas na zestig kilometer stoppen, door de banden lek te schieten.
De grootste groep van weggebruikers is 25 tot 50 jaar oud en uit die groep komen de meeste spookrijders. Echter, relatief komt spookrijden het meest voor bij jonge bestuurders, van 18 tot 25, en bij ouderen, de 65-plussers.

## Preventie
Preventie begint al voor de aanleg van de snelweg, vooral bij het vormgeven van de aansluiting van afritten. Het belang hiervan bleek bijvoorbeeld in Duitsland, waar men al vroeg in de twintigste eeuw begon met de aanleg van snelwegen. Bij veel van de oudere snelwegen leken de afritten sterk op de opritten en sloten ze met een vrij scherpe bocht aan op de snelweg, zodat bestuurders weinig gelegenheid hadden om zich op het overige verkeer te oriënteren. Voor huidige begrippen waren de in- en uitvoegstroken bovendien erg kort. Spookrijden kwam door die opstapeling van moeilijkheden relatief veel voor, ondanks een vuistregel van de ADAC: opritten hadden in Duitsland altijd een bocht naar rechts.
Om spookrijden te voorkomen, staat in Nederland meestal aan weerszijden van de afrit bord C2 (eenrichtingsweg) met het onderbord "Ga terug". Het kan na honderd meter herhaald worden. De onderborden waren aanvankelijk losse bordjes, later kwamen ze samen met C2 op een fluorescerend gele achtergrond. Duitsland en Oostenrijk hebben andere borden, maar gebruiken ook de felgele signaalkleur. De ADAC stelde in 2013 dat het aantal spookrijders in Oostenrijk afgenomen was door dergelijke borden en bepleitte invoering in heel Duitsland.
In Nederland staan er op elke afrit drie à vier pijlen in de rijrichting, zodat een spookrijder tegen de pijlen in rijdt. De pijlen zijn strikt daarvoor bedoeld, de gewone weggebruiker moet ze niet als voorsorteerpijlen beschouwen: ze wijzen immers rechtdoor, ook als het verkeer na de afrit moet afslaan.
Borden met teksten als Wrong way Go back (Verkeerde richting Ga terug) waren in de Verenigde Staten al in de jaren zeventig in gebruik. In Nederland kwamen ze later.
In Nederlandse verkeerstunnels van 500 meter en langer is een detectiesysteem voor spookrijders standaard. In dat geval wordt via de rijstrooksignalering de rijstrook bij de middenberm afgekruist tot voorbij de eerstvolgende verkeerslichten (gerekend in de normale rijrichting). Zo mogelijk wordt de tunnel afgesloten.
Als uit incidenten blijkt dat de normale preventie niet volstaat, wordt soms het hele wegontwerp veranderd, bijvoorbeeld door de aanleg van een rotonde, of door een doorsteek van de afrit naar de oprit, zoals op de A30 bij Ede. Dit is wel aangeduid als een spookrijdersval en zou afkomstig zijn uit de Verenigde Staten.
In Nederland bestonden in de jaren zeventig nog gecombineerde op- en afritten, zoals blijkt uit een tekening van Autokampioen. De autojournalist Sicco de Jong gaf de suggestie die te voorzien van een middenberm en noemde daarnaast haalbare en minder haalbare suggesties om spookrijden te voorkomen, onder andere uit Europese autotijdschriften. Tot de voorstellen behoorden: een boog over de afrit met daaraan een eenrichtingverkeersbord, andere wegdekkleuren voor afritten dan voor opritten, slagbomen bij afritten, en een 'bandenkerver', om de banden van verkeerd rijdende auto's door te snijden.

## Melding en afhandeling

In Oostenrijk verschijnt dit teken op een elektronisch bord als er een spookrijder gesignaleerd is. Het bord zou een Europese standaard kunnen worden.

De weggebruikers krijgen het advies uiterst rechts te houden, niet in te halen en de spookrijder met lichtsignalen te waarschuwen.
In België wordt de normale uitzending onderbroken voor de weggebruikers op het wegvak waar de spookrijder is gesignaleerd. In Duitsland gebeurde dat al in de jaren zeventig, toen daar in Nederland nog geen sprake van was.

### Nederland
Meldingen van spookrijden worden in Nederland behandeld door Verkeerscentrum Nederland. Ze komen gewoonlijk binnen via alarmnummer 112, waar de medewerkers zijn getraind om meldingen door weggebruikers met het woord spook rechtstreeks door te schakelen naar het Verkeerscentrum. Dat centrum ondervraagt de melder over plaats en rijrichting van de spookrijder; dit gebeurt aan de hand van een uitvraagprotocol. Dan zet het Verkeerscentrum de melding in het verkeerssysteem, zodat weggebruikers die in hun routenavigatie krijgen. Als tweede wordt de informatie doorgegeven aan de ANWB, die radio-uitzendingen onderbreekt voor de melding. Onder andere NPO Radio 2 en 3FM geven die meldingen door. Daarna worden de verkeerscentrales ingeseind, die weginspecteurs op pad kunnen sturen. Die rijden onder begeleiding van het Verkeerscentrum de spookrijder tegemoet, met het normale verkeer mee, en waarschuwen de weggebruikers met zwaailichten en armgebaren.

## Straffen in Nederland
Wie in Nederland spookrijdt op een snelweg en toerekeningsvatbaar is, zal geen gewone boete krijgen, maar een dagvaarding. Hij zal zich voor de strafrechter moeten verantwoorden, waarbij de officier van justitie tot 2018 standaard een boete van ten minste 620 euro en twee maanden ontzegging van de rijbevoegdheid kon eisen. Tevens wordt het rijbewijs ingevorderd voor een onderzoek naar de rijvaardigheid en de geschiktheid voor deelname aan het verkeer, een zogenaamde artikel 130-procedure. Wanneer ook sprake is van alcoholgebruik of een ongeluk zal deze eis snel oplopen en zal men op vrijheidsstraffen en ontzegging van de rijbevoegdheid kunnen rekenen.

### Opzet volgens het strafrecht
Opzet tot gevaarzettend handelen (het in gevaar brengen van medeweggebruikers) bij spookrijden is in het Nederlands recht lastig te bewijzen, omdat de delictomschrijving voor het zogenaamde vol opzet inhoudt dat de bestuurder de bedoeling heeft weggebruikers of anderen te doden of te verwonden. Veroordeling voor voorwaardelijk opzet komt meer voor. Daarvoor moet justitie bewijzen dat de dader de aanmerkelijke kans op letsel of overlijden ten tijde van de gedraging bewust heeft aanvaard (op de koop toe heeft genomen).
Uit 2006 stamt het spookrijder-arrest, waarin voorwaardelijk opzet bewezen werd geacht. In dit arrest oordeelde de Nederlandse Hoge Raad dat het Gerechtshof 's-Hertogenbosch niet onredelijk handelde door een automobilist hiervoor te veroordelen. Toen de politie de man na een snelkraak in de vroege ochtend tot stoppen wilde dwingen, rondde hij vanuit Horst een rotonde in de verkeerde richting en reed naar de A73. Daar ging hij spookrijdend met honderd kilometer per uur over de vluchtstrook, maar hij zwenkte juist naar de rijbaan als daar tegenliggers waren, zodat die levensgevaarlijke manoeuvres moesten uithalen. De politie die hem over de vluchtstrook achtervolgde, kon hem aanhouden toen zijn bestelbus na enkele kilometers kantelde. Naast het verkeersgedrag nam de rechter ook de verklaring van de man in overweging: ‘Dat was toch maar even flink kicken om zo op auto’s in te rijden’.
In 2021 werd een man veroordeeld voor doodslag en poging tot doodslag. Hij reed in de nacht 43 kilometer lang tegen het verkeer op de A12 in, slingerend en met snelheden boven de 150 km/h. Voor zijn rit had hij cannabis en diazepam gebruikt, twee verdovende middelen die elkaar versterken. Hij kende daarvan de uitwerking en zat nog in twee proeftijden voor gebruik van dergelijke middelen in het verkeer; voorwaardelijk opzet werd mede met het oog op zijn verkeersgedrag bewezen geacht. Justitie eiste 7 jaar cel en 20 jaar rijontzegging, de rechtbank achtte hem verminderd toerekeningsvatbaar en kwam tot 5 en 11 jaar.
Ook zonder verklaring van de verdachte is voorwaardelijk opzet op de dood te bewijzen, zoals bij iemand die, eveneens op de A73, nog harder en met gedoofde lichten tegen het verkeer in reed. De bewijslast is echter zwaar, zoals blijkt uit het Porsche-arrest, waarbij het overigens niet om spookrijden ging, maar om levensgevaarlijk inhalen waarbij een ongeluk met meerdere doden plaatsvond. Opzet werd hier niet bewezen geacht, omdat de Porscherijder tevoren herhaaldelijk op het laatste moment teruggekeerd was naar zijn rijbaan.

## Sancties en feitcodes

### België
In België zijn verkeersovertredingen ingedeeld in graden en heeft spookrijden de vierde, zwaarste graad. Boetes kunnen uiteenlopen van € 320 tot € 4000, met een typerend bedrag van € 473. Ook kan er een rijverbod opgelegd worden voor acht dagen tot vijf jaar. Bij opzettelijk spookrijden zijn bijkomende veroordelingen mogelijk, bijvoorbeeld voor poging tot doodslag.

### Nederland
Het in dit artikel beschreven spookrijden had bij het Nederlandse Openbaar Ministerie feitcode R 302, blijkens het Feitenboekje van begin 2021. De Boetebase kent deze code niet, maar geeft de codes R 462 en R 469 voor keren op snelweg of autoweg en R 463 R 470 voor achteruitrijden. De standaardboetes hiervoor zijn € 400.
De omschrijving spookrijden is In Nederland ook gebruikt bij het rijden op een afgesloten deel van een autoweg of autosnelweg (feitcode R 551 a en R 551 aa, afhankelijk van het voertuig).

## Woordgebruik

### Datering en herkomst
In de betekenis 'tegen het verkeer in rijden' is de term volgens Etymologiebank geattesteerd in 1979, toen de politicus en bestuurder Anne Vondeling omkwam bij een botsing met een spookrijder. Echter gebruikte de Stem de term al in mei 1978; Trouw en De Telegraaf volgden eind 1978. Deze kranten gaan in op de situatie in Duitsland en twee auteurs noemden de term Geisterfahrer. De tekst in de Telegraaf hint op een leenvertaling: De Duitsers hebben deze mensen, die andere weggebruikers de schrik van hun leven bezorgen, al een speciale naam gegeven: de Geisterfahrer, de spookrijders.

### Vervoeging
Het werkwoord spookrijden heeft een onvolledige vervoeging: hoewel de voltooide vormen spookgereden en gespookrijd en de gescheiden vorm spook te rijden soms opduiken, worden de vervoegingen afgeraden of niet erkend door taaladviseurs.

### Andere betekenissen
Door de uiteenlopende connotaties van het woord spook is de term spookrijder ook op andere manieren gebruikt. Hierboven, onder het kopje Sancties en feitcodes, werd er al een genoemd. Verder wordt ook een brommobiel op de snelweg wel als spookrijder aangeduid.
In 2009 werd de Servisch-Hongaars-Bulgaarse film The Belgrade Phantom onder de titel De spookrijder uitgezonden op de Nederlandse tv. Hierin ontwijkt een wegpiraat voortdurend aalglad de politie, om dan spoorloos te verdwijnen. Enkele van de afwijkende betekenissen zijn ouder dan de gangbare: de griezelfilm De spookrijder (The Ghost Rider, over een paardrijdende geestesverschijning) draaide van 1962 tot 1970 in de Nederlandse bioscopen. In 1969 gebruikte Het Parool de term voor het onaangepast rijden bij mist, vooral het voeren van te weinig verlichting.
Uit het culturele gebruik van de term spookrijder komen connotaties met verward, onaangepast, eigenzinnig en gevaarlijk naar voren. Een boek dat managers aanraadt zelfstandig keuzes te maken, draagt als titel: Spookrijders staan nooit in de file. Sommige vasthoudende mensen krijgen van tegenstanders kwalificaties van het type spookrijder in het bestuur. Jos Lamé, bestuurder van de Riagg Rijnmond, stelt dat de Rotterdamse wethouder Jantine Kriens hem aanduidde als spookrijder in de zorg en maakte daar een geuzennaam van. Zo ook de rapgroep Spookrijders: we gaan in ons eentje tegen de stroom in.
Een bekende grap is al minstens sinds 1998 bekend als Belgenmop: Een spookrijder? Ik zie er wel honderd! Bij zulk humoristisch gebruik van de term spookrijder is niet uit te sluiten dat die ene gelijk heeft en beseft dat de meerderheid verkeerd kiest.
Eind twintigste eeuw is een raadsel geattesteerd dat naar opzet verwijst: Het toppunt van lef? Proberen een spookrijder in te halen.

## Verslagen in de media
- Krantenbericht en video: herhaald spookrijden bij politieachtervolging.[41]
- Tijdens de Russische invasie van Oekraïne in 2022 legde een spookrijdend konvooi 150 kilometer af tussen Kiev en de Poolse grens: "Omdat het verkeer op de snelweg van Kiev naar de Poolse grens helemaal vast zat, waagde Nic Knippers uit Denekamp de gok. Hij ging aan de andere kant van de snelweg achter enkele auto's rijden, tegen het verkeer in. Tegemoetkomende auto's bleven in de rechter rijstrook rijden."[42][43]